# Joni Montiel
Jonathan Montiel Caballero (Madrid, 3 de septiembre de 1998), más conocido simplemente como Joni Montiel, es un futbolista español. Juega de centrocampista y su equipo es el Qarabağ F. K. de la Liga Premier de Azerbaiyán.

## Trayectoria
El 20 de diciembre de 2015 se convirtió en el jugador más joven en debutar con el Rayo Vallecano en Primera División, lo hizo en el Estadio Santiago Bernabéu con 17 años y 108 días. El entonces juvenil fue integrante de aquel histórico equipo que logró el doblete, campeonato de liga y la Copa.
Más tarde, tuvo que hacer las maletas y salir primero cedido al C. D. Toledo, en el mercado invernal de la temporada 2017-18, y después, jugaría en el Deportivo Fabril durante la temporada 2018-19, ambas experiencias en Segunda B que le hicieron madurar como futbolista.
Tras volver al conjunto vallecano, y lograr el ascenso a Primera División en el curso 2020-21, siguió jugando las siguientes temporadas en la categoría de plata después de ser cedido al Real Oviedo, al Levante U. D., al Real Valladolid C. F. y al Burgos C. F.
El 30 de junio de 2025 puso fin a su etapa en Vallecas al expirar su contrato. Entonces decidió probar fortuna en el extranjero y el 3 de agosto fichó por el Qarabağ F. K. azerí.

## Clubes
| Club                           | País       | Año       | Partidos (goles) |
| ------------------------------ | ---------- | --------- | ---------------- |
| Rayo Vallecano                 | España     | 2016-2025 | 70 (3)           |
| C. D. Toledo (cedido)          | España     | 2018      | 10 (2)           |
| Deportivo Fabril (cedido)      | España     | 2018-2019 | 34 (4)           |
| Real Oviedo (cedido)           | España     | 2021-2022 | 29 (3)           |
| Levante U. D. (cedido)         | España     | 2022-2023 | 47 (7)           |
| Real Valladolid C. F. (cedido) | España     | 2023-2024 | 13 (1)           |
| Burgos C. F. (cedido)          | España     | 2024      | 17 (1)           |
| Qarabağ F. K.                  | Azerbaiyán | 2025-     |                  |